# Hydrobiosis charadraea
Hydrobiosis charadraea är en nattsländeart som beskrevs av Mcfarlane 1951. Hydrobiosis charadraea ingår i släktet Hydrobiosis och familjen Hydrobiosidae. Inga underarter finns listade i Catalogue of Life.